# Sadat Choszal
Sadat Choszal (ur. 31 marca 1995) – afgański lekkoatleta, średniodystansowiec.
Podczas rozegranych w listopadzie 2013 w indyjskim Ranchi mistrzostw Azji Południowo-Wschodniej juniorów zajął 8. miejsce w biegu na 800 metrów z czasem 2:16,83, a afgańska sztafeta 4 × 400 metrów w składzie: Fajsal Hatak, Choszal, Ramin Mehrabi i Ajjamuddin Nuri zajęła 5. miejsce ustanawiając wynikiem 3:55,45 rekord kraju seniorów, młodzieżowców i juniorów w tej konkurencji.